# Chacmabavian
Chacmabavianen (Papio ursinus) er en bavianart i slægten savannebavianer. Den bliver 60-82 cm lang, dertil en hale på 53-84 cm og vejer mellem 15 og 30 kg. Man har beviser for, at denne art anvender pinde som værktøj.[kilde mangler] Dyret er udbredt i det sydlige Afrika.